# Calephelis sixola
Calephelis sixola är en fjärilsart som beskrevs av Mcalpine 1971. Calephelis sixola ingår i släktet Calephelis och familjen Riodinidae. Inga underarter finns listade i Catalogue of Life.